# Dilatační zařízení (železnice)

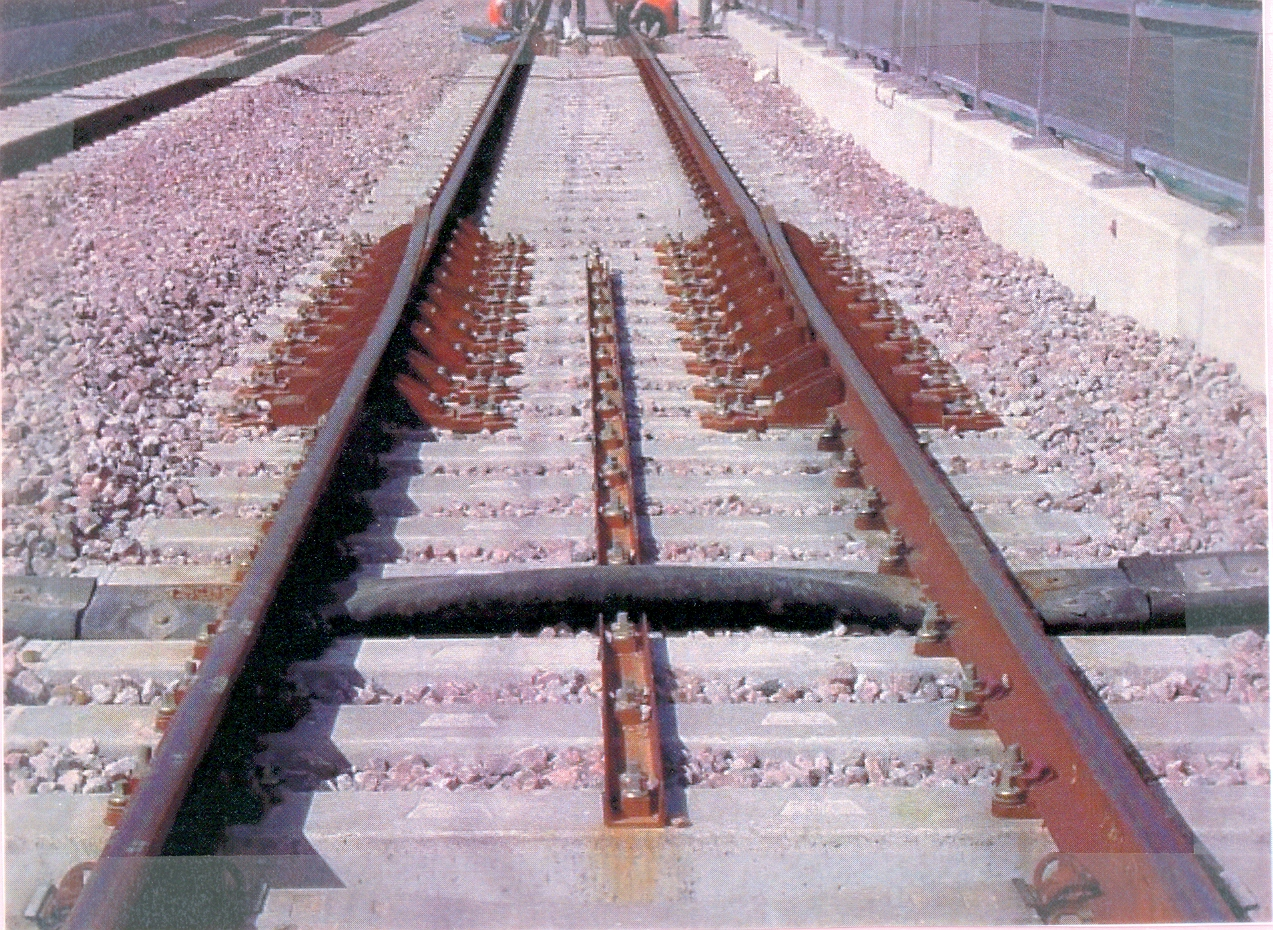
Dilatační zařízení ve Francii na vysokorychlostní trati

Dilatační zařízení (kolejové dilatační zařízení, KDZ) je součást konstrukce koleje, která umožňuje vzájemný pohyb na sebe navazujících konců kolejnic v mnohem větší míře, než klasický kolejnicový styk. Dilatační zařízení umožňuje plynulý přejezd dvojkolí mezi navazujícími kolejnicovými pásy, aniž by muselo překonávat dilatační mezeru, jaká se vyskytuje v klasickém spoji.

## Konstrukce
Konstrukce dilatačního zařízení je ve většině případů odvozena z konstrukce výhybky. Jeho hlavní části jsou křídlová kolejnice a jazyk. Křídlová kolejnice je, na rozdíl od výhybky, montována ve stejném sklonu, jako kolejnice v navazující koleji. Její hlava je opracovaná v místě dolehnutí jazyka podobně, jako opornice ve výhybce. U starších konstrukcí jsou obě hlavní součásti upevněny na podvlaku, u novějších konstrukcí přímo na podkladnicích. Šroubové spoje musí mít jen takové předpětí, aby umožnily vzájemný pohyb obou částí. Úhel křídlové kolejnice musí být volen tak, aby maximální rozšíření rozchodu bylo 10 mm u jednoho zařízení, tedy maximální hodnota zvětšení rozchodu koleje nepřekročila 20 mm.
V současné době se používají dva typy dilatačních zařízení – pro mosty o dilatující délce až 400 m (velké kolejové dilatační zařízení – VKDZ) a pro konstrukce s dilatující délkou do 80 m se zdvihem do 100 mm (malé kolejové dilatační zařízení – MKDZ).

## Použití
Dříve se dilatační zařízení používalo převážně u mostních konstrukcí. V současné době převažuje použití v místech, kde bezstyková kolej navazuje na výhybky. U konců bezstykové koleje nelze u krajních 30–60 m zaručit naprostou odolnost proti pohybu a docházelo by tak k narušení geometrie výhybky vlivem tepelné dilatace přilehlých kolejnic.